# César Quiterio
César Antunes Quiterio (* 20. Juli 1976 in Mirandela) ist ein portugiesischer Radrennfahrer.
César Antunes Quiterio begann seine Karriere 1996 bei dem portugiesischen Radsportteam W 52-Paredes Movel. 1998 gewann er die Volta dos Sete-Marinha Grande. In der Saison 2002 war er beim Circuito de São Bernardo und beim Circuito do Restaurante Alpendre erfolgreich. 2003 gewann Quiterio eine Etappe beim Grande Prémio Abimota und 2004 war er dort bei zwei Teilstücken erfolgreich. Außerdem gewann er 2004 den Circuito Moita-Oeste. 2005 wechselte Quiterio zu der Mannschaft Imoholding-Loulé, wo er im nächsten Jahr beim Gran Premio Ciudad de Vigo und wieder auf einer Etappe des Grande Prémio Abimota erfolgreich war. Seit 2007 fährt er für das portugiesische Continental Team Liberty Seguros. In seinem ersten Jahr dort gewann er eine Etappe bei der Volta a Albufeira und den Classico dos Tuneis.

## Erfolge
2006
- Gran Premio Ciudad de Vigo

## Teams
- 1996 W 52-Paredes Movel
- 1997 Paredes Movel-W 52
- 1998 Paredes Movel-Ecop
- 1999 Paredes Movel-Ecop
- 2000 Paredes Rota dos Móveis-Tintas Vip
- 2001 Paredes Rota dos Móveis-Tintas Vip
- 2002 Paredes Rota dos Móveis
- 2003 Antarte-Rota dos Móveis
- 2004 Antarte-Rota dos Móveis
- 2005 Imoholding-Loulé
- 2006 Imoholding-Loulé Jardim Hotel
- 2007 Liberty Seguros
- 2008 Liberty Seguros
- 2009 Centro Ciclismo de Loulé-Louletano
- 2010 Centro Ciclismo de Loulé-Louletano